# Praedicate Evangelium
Praedicate Evangelium (hrv. ‘Propovijedajte Evanđelje’) jest apostolska konstitucija kojom je Papa Franjo reformirao Rimsku kuriju. Objavljena je na talijanskom jeziku 19. ožujka 2022., na svetkovinu svetoga Josipa, a na snagu stupila 5. lipnja iste godine, na svetkovinu Pedesetnice, čime se ukinula apostolska konstitucija Pastor Bonus pape Ivana Pavla II. od 28. lipnja 1988. godine.

## Glavne odlike
Među glavnim obilježjima apostolske konstitucije Praedicate Evangelium jesu:
- Veći naglasak na evangelizaciji, posebno na misijski pristup Kurije kako bi ona bila u službi Pape, Crkve i svijeta.
- Veća suradnja kurijalnih tijela s biskupskim konferencijama kako bi se poboljšala sinodalna dimenzija u Crkvi i potaknula »zdrava decentralizacija« nekih nadležnosti, omogućujući dijecezanskim biskupima pristup onim pitanjima koje poznaju izbliza.
- Preferencijska opcija za siromašne, zaštitu maloljetnika i ugroženih osoba.
- Promjena nazivlja. Naprimjer, riječju »dikasterij« zamjenjuju se raniji izrazi »kongregacija« i »papinsko vijeće« koji su se prestali koristiti. Sada se, osim toga, »dikasteriji« odnose samo na neke kurijalne ustanove, a ne više na sve kao ranije. Ovom se reformom pojam »kurijalne jedinice« koristi za svaku kategoriju organizama koji čine Kuriju, dakle Državno tajništvo, dikasterije, pravosudna tijela, gospodarska tijela i urede. »Kurijalne ustanove« sveukupni su sastav tih jedinica.
- Dana je mogućnost svim krštenima, uključujući i laike, žene i muškarce, da imaju upravne uloge u Kuriji, ranije povjeravane samo klericima (Preambula, str. 10), budući da je svaki kršćanin na temelju primljenog krštenja pozvan biti učenik-misionar u služenje Crkvi i svijetu. Također se podsjeća da svaku kurijalnu ustanovu karakterizira »vikarska« služba budući da oni koji upravljaju »svoje poslanje ispunjavaju na temelju moći (potestas) koju je primio od Rimskog biskupa u čije ime djeluje« (čl. 5.).
- Uvođenje ekonomskih ili gospodarskih tijela među kurijalne institucije, od kojih je većinu prije ove reforme ustanovio papa Franjo, a to su Tajništvo za gospodarstvo, Vijeće za gospodarstvo, Ured glavnog revizora i Povjerenstvo za povjerljiva pitanja, a koji su sada institucionalizirana uz dodatak Investicijskog odbora. Izmijenjena je i uloga kardinala kamerlenga u razdoblju upražnjene stolice tijekom kojeg će mu pomagati kardinalni koordinator Vijeća za gospodarstvo i 2 pomoćnika.
- Veća važnost pridana je Apostolskoj milostinjarnici, koja također preuzima naziv Dikasterij za službu ljubavi i postaje dio organizama Rimske kurije. Ranije je Milostinjarnica bila vanjska institucija Kurije i bila je tek povezana s njom.
- Uspostava Dikasterija za evangelizaciju, kojim izravno predsjeda Papa. Taj dikasterij sada ima ono što su bile ranije nadležnosti Kongregacije za evangelizaciju naroda i Papinskog vijeća za promicanje nove evangelizacije (čl. 53. – 54.). Situacija da Papa predsjeda jednim od dikasterija nije presedan u Katoličkoj Crkvi. Ranije je to bio slučaj s Kongregacijom za biskupe do 1965., Kongregacijom za orijentalne Crkve do 1967. i Kongregacijom za nauk vjere do 1968. U tim slučajevima Papa je obavljao ovu službu vodstva, delegirajući zadatke na nekog od kardinala s titulom tajnika.
- Istodobno je uspostavljen Dikasterij za kulturu i obrazovanje koji preuzima nadležnosti ranijih Kongregacije za katolički odgoj i Papinskog vijeća za kulturu.

## Sadržaj
Apostolska konstitucija sastoji se od jedanaest dijelova, obrojčenih rimskim brojevima.
- I: Preambula
- II: Načela i kriteriji službe Rimske kurije
- III: Opće norme
- IV: Državno tajništvo
- V: Dikasteriji
- VI: Pravosudna tijela
- VII: Gospodarske organizacije
- VIII: Uredi
- IX: Odvjetnici
- X: Institucije povezane sa Svetom Stolicom
- XI: Prijelazne norme